# Seznam medailistů na mistrovství Evropy ve skocích do vody
Toto je seznam medailistů ve skocích do vody na mistrovství Evropy kterou pořádá Evropská plavecká liga (LEN).

## 1 m prkno
| Rok     | Zlato                   | Zlato  | Stříbro                   | Stříbro | Bronz                     | Bronz  |
| ------- | ----------------------- | ------ | ------------------------- | ------- | ------------------------- | ------ |
| ME 1989 | Edwin Jongejans (NED)   | 394,08 | Valerij Stacenko (URS)    | 378,24  | Alexandr Hladčenko (URS)  | 363,24 |
| ME 1991 | Andrej Semeňuk (URS)    | 395,19 | Peter Böhler (GER)        | 383,76  | Edwin Jongejans (NED)     | 359,64 |
| ME 1993 | Peter Böhler (GER)      | 361,74 | Joakim Andersson (SWE)    | 347,70  | Boris Lietzow (GER)       | 342,24 |
| ME 1995 | Edwin Jongejans (NED)   | 420,75 | Joakim Andersson (SWE)    | 387,60  | Boris Lietzow (GER)       | 379,26 |
| ME 1997 | Andreas Wels (GER)      | 362,10 | Holger Schlepps (GER)     | 357,12  | Rafael Álvarez (ESP)      | 355,56 |
| ME 1999 | José Miguel Gil (ESP)   | 396,66 | Andreas Wels (GER)        | 395,97  | Stefan Ahrens (GER)       | 367,68 |
| ME 2000 | Alexander Mesch (GER)   | 370,53 | Dmitrij Bajbakov (RUS)    | 363,00  | Joona Puhakka (FIN)       | 347,16 |
| ME 2002 | Nicola Marconi (ITA)    | 390,81 | José Miguel Gil (ESP)     | 385,86  | Christian Löffler (GER)   | 377,94 |
| ME 2004 | Joona Puhakka (FIN)     | 430,86 | Nicola Marconi (ITA)      | 392,25  | Tobias Schellenberg (GER) | 389,07 |
| ME 2006 | Joona Puhakka (FIN)     | 425,00 | Alexandr Dobroskok (RUS)  | 416,60  | Christopher Sacchin (ITA) | 415,70 |
| ME 2008 | Illja Kvaša (UKR)       | 454,65 | Joona Puhakka (FIN)       | 432,80  | Christopher Sacchin (ITA) | 423,80 |
| ME 2009 | Illja Kvaša (UKR)       | 420,90 | Christopher Sacchin (ITA) | 418,55  | Pavlo Rozenberg (GER)     | 405,20 |
| ME 2010 | Illja Kvaša (UKR)       | 433,90 | Patrick Hausding (GER)    | 430,25  | Javier Illana (ESP)       | 414,35 |
| ME 2011 | Jevgenij Kuzněcov (RUS) | 427,05 | Illja Kvaša (UKR)         | 419,65  | Matthieu Rosset (FRA)     | 412,15 |
| ME 2012 | Illja Kvaša (UKR)       | 430,50 | Jevgenij Kuzněcov (RUS)   | 412,65  | Matthieu Rosset (FRA)     | 403,95 |
| ME 2013 | Illja Kvaša (UKR)       | 467,75 | Martin Wolfram (GER)      | 414,75  | Oliver Homuth (GER)       | 414,45 |
| ME 2014 | Patrick Hausding (GER)  | 428,65 | Jevgenij Kuzněcov (RUS)   | 422,40  | Matthieu Rosset (FRA)     | 420,10 |
| ME 2015 | Matthieu Rosset (FRA)   | 433,80 | Jevgenij Novoselov (RUS)  | 396,05  | Oleh Kolodij (UKR)        | 391,10 |
| ME 2016 | Illja Kvaša (UKR)       | 439,70 | Giovanni Tocci (ITA)      | 414,30  | Constantin Blaha (AUT)    | 402,55 |
| ME 2017 | Illja Kvaša (UKR)       | 431,75 | Patrick Hausding (GER)    | 419,80  | Matthieu Rosset (FRA)     | 412,95 |
| ME 2018 | Jack Laugher (GBR)      | 414,60 | Giovanni Tocci (ITA)      | 401,10  | James Heatly (GBR)        | 391,70 |
| ME 2019 | Patrick Hausding (GER)  | 388,85 | Oleh Kolodij (UKR)        | 381,50  | Lorenzo Marsaglia (ITA)   | 380,15 |
| ME 2020 | Patrick Hausding (GER)  | 427,75 | Jack Laugher (GBR)        | 402,90  | Giovanni Tocci (ITA)      | 402,50 |
| ME 2022 | Jack Laugher (GBR)      | 413,40 | Lorenzo Marsaglia (ITA)   | 396,25  | Giovanni Tocci (ITA)      | 386,20 |
| ME 2023 | Ross Haslam (GBR)       | 422,95 | Alexis Jandard (FRA)      | 411,50  | Lorenzo Marsaglia (ITA)   | 410,55 |

## 3 m prkno
| Rok     | Zlato                    | Zlato  | Stříbro                  | Stříbro | Bronz                    | Bronz  |
| ------- | ------------------------ | ------ | ------------------------ | ------- | ------------------------ | ------ |
| ME 1926 | Arthur Mund (GER)        | 186,42 | Josef Lechnir (GER)      | 173,52  | Július Balász (TCH)      | 164,76 |
| ME 1927 | Ewald Riebschläger (GER) | 7      | Edmund Lindmark (SWE)    | 16,5    | Luciano Cozzi (ITA)      | 18     |
| ME 1931 | Ewald Riebschläger (GER) | 136,22 | Maurice Lepage (FRA)     | 135,32  | Wilhelm Neumann (GER)    | 134,38 |
| ME 1934 | Leo Esser (GER)          | 137,74 | Winfried Mahraun (GER)   | 129,53  | Franz Leikert (TCH)      | 129,28 |
| ME 1938 | Erhard Weiß (GER)        | 148,02 | Friedrich Haster (GER)   | 137,50  | Frederick Hodges (GBR)   | 132,52 |
| ME 1947 | Roger Heinkelé (FRA)     | 126,71 | Svante Johansson (SWE)   | 118,58  | László Hidvégi (HUN)     | 114,50 |
| ME 1950 | Hanns Aderhold (GER)     | 183,68 | Guy Hernandez (FRA)      | 174,66  | Werner Sobek (GER)       | 167,88 |
| ME 1954 | Roman Brener (URS)       | 153,25 | Gennadij Udalov (URS)    | 141,16  | Christian Pire (FRA)     | 136,97 |
| ME 1958 | László Újvári (HUN)      | 141,17 | Horst Rosenfeldt (FRG)   | 139,77  | Roman Brener (URS)       | 139,39 |
| ME 1962 | Kurt Mrkwicka (AUT)      | 147,21 | Hans-Dieter Pophal (GDR) | 145,70  | Boris Poluljach (URS)    | 145,20 |
| ME 1966 | Michail Safonov (URS)    | 155,27 | Tord Andersson (SWE)     | 146,30  | Franco Cagnotto (ITA)    | 146,21 |
| ME 1970 | Franco Cagnotto (ITA)    | 555,21 | Klaus Dibiasi (ITA)      | 534,72  | Vladimir Vasin (URS)     | 529,80 |
| ME 1974 | Klaus Dibiasi (ITA)      | 603,51 | Franco Cagnotto (ITA)    | 593,94  | Vjačeslav Strachov (URS) | 583,71 |
| ME 1977 | Falk Hoffmann (GDR)      | 592,20 | Franco Cagnotto (ITA)    | 572,70  | Alexandr Kosenkov (URS)  | 536,67 |
| ME 1981 | Alexandr Portnov (URS)   | 665,94 | Sergej Kuzmin (URS)      | 641,49  | Nikola Stajković (AUT)   | 639,72 |
| ME 1983 | Petar Georgiev (BUL)     | 619,80 | Nikolaj Drošin (URS)     | 618,87  | Christopher Snoda (GBR)  | 610,17 |
| ME 1985 | Nikolaj Drošin (URS)     | 635,52 | Petar Georgiev (BUL)     | 604,98  | Dieter Dörr (GDR)        | 592,89 |
| ME 1987 | Albin Killat (FRG)       | 663,18 | Nikola Stajković (AUT)   | 647,25  | Alexandr Hladčenko (URS) | 622,60 |
| ME 1989 | Albin Killat (FRG)       | 672,75 | Alexandr Hladčenko (URS) | 666,42  | Jan Hempel (GDR)         | 663,84 |
| ME 1991 | Albin Killat (GER)       | 639,45 | Joakim Andersson (SWE)   | 597,03  | Davide Lorenzini (ITA)   | 596,28 |
| ME 1993 | Jan Hempel (GER)         | 637,77 | Dmitrij Sautin (RUS)     | 619,59  | Joakim Andersson (SWE)   | 598,74 |
| ME 1995 | Dmitrij Sautin (RUS)     | 670,38 | Jan Hempel (GER)         | 634,05  | Roman Volodkov (UKR)     | 615,81 |
| ME 1997 | Dmitrij Sautin (RUS)     | 661,68 | Andreas Wels (GER)       | 609,39  | Stefan Ahrens (GER)      | 597,66 |
| ME 1999 | Antonio Ally (GBR)       | 415,62 | Imre Lengyel (HUN)       | 402,30  | Jukka Piekkanen (FIN)    | 395,70 |
| ME 2000 | Dmitrij Sautin (RUS)     | 681,48 | Stefan Ahrens (GER)      | 641,94  | Alexandr Dobroskok (RUS) | 634,59 |
| ME 2002 | Dmitrij Sautin (RUS)     | 495,45 | Andreas Wels (GER)       | 463,59  | Vasilij Lisovskij (RUS)  | 456,06 |
| ME 2004 | Andreas Wels (GER)       | 695,76 | Joona Puhakka (FIN)      | 676,80  | Vasilij Lisovskij (RUS)  | 668,28 |
| ME 2006 | Dmitrij Sautin (RUS)     | 496,10 | Alexandr Dobroskok (RUS) | 479,95  | Joona Puhakka (FIN)      | 464,60 |
| ME 2008 | Dmitrij Sautin (RUS)     | 493,70 | Illja Kvaša (UKR)        | 468,70  | Joona Puhakka (FIN)      | 441,80 |
| ME 2009 | Alexandr Dobroskok (RUS) | 482,75 | Illja Kvaša (UKR)        | 475,90  | Michele Benedetti (ITA)  | 447,75 |
| ME 2010 | Patrick Hausding (GER)   | 463,20 | Ilja Zacharov (RUS)      | 458,15  | Jevgenij Kuzněcov (RUS)  | 455,80 |
| ME 2011 | Patrick Hausding (GER)   | 499,40 | Ilja Zacharov (RUS)      | 493,85  | Jevgenij Kuzněcov (RUS)  | 482,35 |
| ME 2012 | Matthieu Rosset (FRA)    | 504,00 | Patrick Hausding (GER)   | 502,75  | Ilja Zacharov (RUS)      | 493,80 |
| ME 2013 | Ilja Zacharov (RUS)      | 502,90 | Jevgenij Kuzněcov (RUS)  | 471,55  | Patrick Hausding (GER)   | 428,70 |
| ME 2014 | Patrick Hausding (GER)   | 487,85 | Ilja Zacharov (RUS)      | 483,20  | Illja Kvaša (UKR)        | 477,20 |
| ME 2015 | Matthieu Rosset (FRA)    | 476,70 | Jevgenij Kuzněcov (RUS)  | 467,60  | Ilja Zacharov (RUS)      | 451,85 |
| ME 2016 | Jevgenij Kuzněcov (RUS)  | 497,90 | Jack Laugher (GBR)       | 473,60  | Illja Kvaša (UKR)        | 463,85 |
| ME 2017 | Ilja Zacharov (RUS)      | 525,10 | Illja Kvaša (UKR)        | 484,30  | Oleh Kolodij (UKR)       | 470,30 |
| ME 2018 | Jack Laugher (GBR)       | 525,95 | Ilja Zacharov (RUS)      | 519,05  | Jevgenij Kuzněcov (RUS)  | 508,05 |
| ME 2019 | Jevgenij Kuzněcov (RUS)  | 499,45 | Patrick Hausding (GER)   | 456,85  | James Heatly (GBR)       | 439,90 |
| ME 2020 | Jevgenij Kuzněcov (RUS)  | 525,20 | Nikita Schleicher (RUS)  | 505,80  | Martin Wolfram (GER)     | 484,65 |
| ME 2022 | Lorenzo Marsaglia (ITA)  | 453,85 | Jordan Houlden (GBR)     | 428,55  | Giovanni Tocci (ITA)     | 392,70 |
| ME 2023 | Moritz Wesemann (GER)    | 465,40 | Jules Bouyer (FRA)       | 440,15  | Alexis Jandard (FRA)     | 430,70 |

## 10 m věž
| Rok     | Zlato                     | Zlato  | Stříbro                  | Stříbro | Bronz                     | Bronz  |
| ------- | ------------------------- | ------ | ------------------------ | ------- | ------------------------- | ------ |
| ME 1926 | Hans Luber (GER)          | 110,84 | Helge Öberg (SWE)        | 107,06  | Reginald Knight (GBR)     | 101,60 |
| ME 1927 | Hans Luber (GER)          | 7      | Ewald Riebschläger (GER) | 11      | Ezio Selva (ITA)          | 18     |
| ME 1931 | Josef Staudinger (AUT)    | 111,82 | Wilhelm Neumann (GER)    | 108,90  | Ewald Riebschläger (GER)  | 107,96 |
| ME 1934 | Hermann Stork (GER)       | 98,99  | Franz Leikert (TCH)      | 92,17   | Ewald Riebschläger (GER)  | 90,72  |
| ME 1938 | Erhard Weiß (GER)         | 124,67 | Hans Kitzig (GER)        | 121,53  | László Hidvégi (HUN)      | 107,22 |
| ME 1947 | Thomas Christiansen (DEN) | 105,55 | Lennart Brunnhage (SWE)  | 95,85   | Louis Marchant (GBR)      | 95,32  |
| ME 1950 | Günther Haase (GER)       | 158,13 | Werner Sobek (GER)       | 141,54  | Thomas Christiansen (DEN) | 140,94 |
| ME 1954 | Roman Brener (URS)        | 144,01 | Micheil Čačba (URS)      | 142,06  | Peter Heatly (GBR)        | 133,59 |
| ME 1958 | Brian Phelps (GBR)        | 143,74 | Micheil Čačba (URS)      | 136,87  | Jenõ Marton (HUN)         | 134,68 |
| ME 1962 | Brian Phelps (GBR)        | 150,81 | Rolf Sperling (GDR)      | 148,24  | Gennadij Galkin (URS)     | 143,18 |
| ME 1966 | Klaus Dibiasi (ITA)       | 162,92 | Brian Phelps (GBR)       | 152,01  | Jerzy Kowalewski (POL)    | 143,13 |
| ME 1970 | Lothar Matthes (GDR)      | 454,74 | Klaus Dibiasi (ITA)      | 444,18  | Franco Cagnotto (ITA)     | 435,36 |
| ME 1974 | Klaus Dibiasi (ITA)       | 562,83 | Falk Hoffmann (GDR)      | 557,28  | Alexandr Gendrikson (URS) | 522,51 |
| ME 1977 | Vladimir Alejnik (URS)    | 542,31 | Davit Ambardzumjan (URS) | 541,35  | Falk Hoffmann (GDR)       | 532,11 |
| ME 1981 | Davit Ambardzumjan (URS)  | 606,96 | Vladimir Alejnik (URS)   | 601,92  | Dieter Waskow (GDR)       | 550,20 |
| ME 1983 | Davit Ambardzumjan (URS)  | 605,79 | Vjačeslav Trošin (URS)   | 563,31  | Steffen Haage (GDR)       | 559,41 |
| ME 1985 | Thomas Knuths (GDR)       | 581,46 | Albin Killat (FRG)       | 579,63  | Domenico Rinaldi (ITA)    | 561,30 |
| ME 1987 | Giorgi Čogovadze (URS)    | 618,48 | Jan Hempel (GDR)         | 596,94  | Arsen Džavadjan (URS)     | 578,37 |
| ME 1989 | Giorgi Čogovadze (URS)    | 639,69 | Jan Hempel (GDR)         | 578,43  | Vladimir Timošinin (URS)  | 572,40 |
| ME 1991 | Vladimir Timošinin (URS)  | 606,21 | Dmitrij Sautin (URS)     | 602,22  | Robert Morgan (GBR)       | 578,67 |
| ME 1993 | Dmitrij Sautin (RUS)      | 617,73 | Robert Morgan (GBR)      | 617,70  | Jan Hempel (GER)          | 607,62 |
| ME 1995 | Vladimir Timošinin (RUS)  | 673,83 | Jan Hempel (GER)         | 662,46  | Dmitrij Sautin (RUS)      | 648,84 |
| ME 1997 | Jan Hempel (GER)          | 609,48 | Jaroslav Makohin (UKR)   | 600,48  | Heiko Meyer (GER)         | 571,44 |
| ME 1999 | Dmitrij Sautin (RUS)      | 435,87 | Heiko Meyer (GER)        | 426,18  | Roman Volodkov (UKR)      | 416,52 |
| ME 2000 | Dmitrij Sautin (RUS)      | 710,07 | Heiko Meyer (GER)        | 635,97  | Igor Lukašin (RUS)        | 634,98 |
| ME 2002 | Heiko Meyer (GER)         | 492,39 | Imre Lengyel (HUN)       | 426,27  | Alexandr Varlamov (BLR)   | 400,62 |
| ME 2004 | Anton Zacharov (UKR)      | 666,18 | Heiko Meyer (GER)        | 664,80  | Roman Volodkov (UKR)      | 649,98 |
| ME 2006 | Gleb Galperin (RUS)       | 472,90 | Heiko Meyer (GER)        | 459,45  | Kosťantyn Miljajev (UKR)  | 436,50 |
| ME 2008 | Thomas Daley (GBR)        | 491,95 | Sascha Klein (GER)       | 487,60  | Francesco Dell'Uomo (ITA) | 481,30 |
| ME 2009 | Alexej Kravčenko (RUS)    | 521,75 | Dmitrij Dobroskok (RUS)  | 493,30  | Patrick Hausding (GER)    | 466,00 |
| ME 2010 | Sascha Klein (GER)        | 534,85 | Patrick Hausding (GER)   | 516,45  | Vadim Kaptur (BLR)        | 515,80 |
| ME 2011 | Sascha Klein (GER)        | 515,05 | Patrick Hausding (GER)   | 506,10  | Alexandr Bondar (UKR)     | 493,95 |
| ME 2012 | Thomas Daley (GBR)        | 565,05 | Viktor Minibajev (RUS)   | 515,40  | Gleb Galperin (RUS)       | 511,55 |
| ME 2013 | Alexandr Bondar (UKR)     | 521,45 | Patrick Hausding (GER)   | 514,65  | Viktor Minibajev (RUS)    | 500,35 |
| ME 2014 | Viktor Minibajev (RUS)    | 586,10 | Thomas Daley (GBR)       | 535,45  | Sascha Klein (GER)        | 530,90 |
| ME 2015 | Martin Wolfram (GER)      | 575,30 | Viktor Minibajev (RUS)   | 541,70  | Vadim Kaptur (BLR)        | 491,55 |
| ME 2016 | Thomas Daley (GBR)        | 570,50 | Viktor Minibajev (RUS)   | 524,60  | Nikita Schleicher (RUS)   | 480,90 |
| ME 2017 | Benjamin Auffret (FRA)    | 511,75 | Viktor Minibajev (RUS)   | 493,25  | Matthew Lee (GBR)         | 485,55 |
| ME 2018 | Alexandr Bondar (RUS)     | 542,05 | Nikita Schleicher (RUS)  | 481,15  | Benjamin Auffret (FRA)    | 480,60 |
| ME 2019 | Oleksij Sereda (UKR)      | 488,85 | Benjamin Auffret (FRA)   | 474,90  | Ruslan Těrnovoj (RUS)     | 445,25 |
| ME 2020 | Alexandr Bondar (RUS)     | 564,35 | Thomas Daley (GBR)       | 533,30  | Viktor Minibajev (RUS)    | 530,05 |
| ME 2022 | Oleksij Sereda (UKR)      | 493,55 | Noah Williams (GBR)      | 459,00  | Benjamin Cutmore (GBR)    | 438,35 |
| ME 2023 | Timo Barthel (GER)        | 435,40 | Robert Lee (GBR)         | 413,20  | Riccardo Giovannini (ITA) | 411,20 |

## Synchronizované skoky – 3 m prkno
| Rok     | Zlato                                                      | Zlato  | Stříbro                                                    | Stříbro | Bronz                                                      | Bronz  |
| ------- | ---------------------------------------------------------- | ------ | ---------------------------------------------------------- | ------- | ---------------------------------------------------------- | ------ |
| ME 1997 | Německo (GER) (Holger Schlepps, Alexander Mesch)           | 284,34 | Španělsko (ESP) (Luis Hidalgo, Rubén Santos)               | 283,92  | Itálie (ITA) (Donald Miranda, Nicola Marconi)              | 277,38 |
| ME 1999 | Itálie (ITA) (Donald Miranda, Nicola Marconi)              | 303,24 | Německo (GER) (Holger Schlepps, Alexander Mesch)           | 299,79  | Spojené království (GBR) (Antonio Ally, Mark Shipman)      | 296,01 |
| ME 2000 | Německo (GER) (Tobias Schellenberg, Andreas Wels)          | 331,98 | Rusko (RUS) (Alexandr Dobroskok, Dmitrij Sautin)           | 328,56  | Španělsko (ESP) (Rafael Álvarez, José Miguel Gil)          | 293,46 |
| ME 2002 | Rusko (RUS) (Dmitrij Bajbakov, Dmitrij Sautin)             | 360,33 | Německo (GER) (Tobias Schellenberg, Andreas Wels)          | 350,25  | Itálie (ITA) (Nicola Marconi, Tommaso Marconi)             | 330,51 |
| ME 2004 | Itálie (ITA) (Nicola Marconi, Tommaso Marconi)             | 322,50 | Rusko (RUS) (Sergej Anikin, Vasilij Lisovskij)             | 321,90  | Ukrajina (UKR) (Dmytro Lysenko, Jurij Šljachov)            | 321,24 |
| ME 2006 | Německo (GER) (Tobias Schellenberg, Andreas Wels)          | 403,86 | Rusko (RUS) (Jurij Kunakov, Dmitrij Sautin)                | 401,46  | Itálie (ITA) (Nicola Marconi, Tommaso Marconi)             | 394,68 |
| ME 2008 | Rusko (RUS) (Jurij Kunakov, Dmitrij Sautin)                | 440,76 | Německo (GER) (Tobias Schellenberg, Andreas Wels)          | 413,94  | Ukrajina (UKR) (Dmytro Lysenko, Anton Zacharov)            | 406,56 |
| ME 2009 | Ukrajina (UKR) (Illja Kvaša, Oleksij Pryhorov)             | 422,31 | Rusko (RUS) (Ilja Zacharov, Gleb Galperin)                 | 418,47  | Itálie (ITA) (Nicola Marconi, Tommaso Marconi)             | 407,19 |
| ME 2010 | Ukrajina (UKR) (Oleksij Pryhorov, Illja Kvaša)             | 431,67 | Německo (GER) (Patrick Hausding, Stephan Feck)             | 427,95  | Rusko (RUS) (Jurij Kunakov, Dmitrij Sautin)                | 410,43 |
| ME 2011 | Rusko (RUS) (Jevgenij Kuzněcov, Ilja Zacharov)             | 454,68 | Německo (GER) (Patrick Hausding, Stephan Feck)             | 441,45  | Francie (FRA) (Matthieu Rosset, Damien Cely)               | 425,37 |
| ME 2012 | Rusko (RUS) (Jevgenij Kuzněcov, Ilja Zacharov)             | 445,92 | Německo (GER) (Patrick Hausding, Stephan Feck)             | 433,68  | Ukrajina (UKR) (Oleksij Pryhorov, Illja Kvaša)             | 432,48 |
| ME 2013 | Rusko (RUS) (Jevgenij Kuzněcov, Ilja Zacharov)             | 460,44 | Německo (GER) (Patrick Hausding, Stephan Feck)             | 431,58  | Ukrajina (UKR) (Oleksandr Horškovozov, Oleh Kolodij)       | 422,52 |
| ME 2014 | Rusko (RUS) (Ilja Zacharov, Jevgenij Kuzněcov)             | 464,64 | Německo (GER) (Patrick Hausding, Stephan Feck)             | 438,15  | Ukrajina (UKR) (Oleksandr Horškovozov, Illja Kvaša)        | 433,98 |
| ME 2015 | Rusko (RUS) (Ilja Zacharov, Jevgenij Kuzněcov)             | 462,96 | Ukrajina (UKR) (Illja Kvaša, Oleksandr Horškovozov)        | 430,89  | Německo (GER) (Patrick Hausding, Stephan Feck)             | 419,73 |
| ME 2016 | Spojené království (GBR) (Jack Laugher, Christopher Mears) | 456,81 | Rusko (RUS) (Ilja Zacharov, Jevgenij Kuzněcov)             | 445,23  | Ukrajina (UKR) (Illja Kvaša, Oleksandr Horškovozov)        | 439,86 |
| ME 2017 | Rusko (RUS) (Ilja Zacharov, Jevgenij Kuzněcov)             | 427,71 | Ukrajina (UKR) (Illja Kvaša, Oleh Kolodij)                 | 426,96  | Spojené království (GBR) (Fredward Woodward, James Heatly) | 395,61 |
| ME 2018 | Rusko (RUS) (Jevgenij Kuzněcov, Ilja Zacharov)             | 431,16 | Spojené království (GBR) (Jack Laugher, Christopher Mears) | 430,62  | Německo (GER) (Patrick Hausding, Lars Rüdiger)             | 394,77 |
| ME 2019 | Rusko (RUS) (Jevgenij Kuzněcov, Nikita Schleicher)         | 435,69 | Německo (GER) (Patrick Hausding, Lars Rüdiger)             | 398,64  | Spojené království (GBR) (Anthony Harding, Jordan Houlden) | 387,60 |
| ME 2020 | Německo (GER) (Patrick Hausding, Lars Rüdiger)             | 426,78 | Rusko (RUS) (Jevgenij Kuzněcov, Nikita Schleicher)         | 415,47  | Ukrajina (UKR) (Oleksandr Horškovozov, Oleh Kolodij)       | 409,92 |
| ME 2022 | Spojené království (GBR) (Anthony Harding, Jack Laugher)   | 412,83 | Itálie (ITA) (Lorenzo Marsaglia, Giovanni Tocci)           | 387,51  | Ukrajina (UKR) (Oleksandr Horškovozov, Oleh Kolodij)       | 384,39 |
| ME 2023 | Ukrajina (UKR) (Oleh Kolodij, Danylo Konovalov)            | 410,16 | Itálie (ITA) (Lorenzo Marsaglia, Giovanni Tocci)           | 402,66  | Francie (FRA) (Jules Bouyer, Alexis Jandard)               | 394,92 |

## Synchronizované skoky – 10 m věž
| Rok     | Zlato                                                     | Zlato  | Stříbro                                                                                 | Stříbro | Bronz                                                      | Bronz  |
| ------- | --------------------------------------------------------- | ------ | --------------------------------------------------------------------------------------- | ------- | ---------------------------------------------------------- | ------ |
| ME 1997 | Německo (GER) (Jan Hempel, Michael Kühne)                 | 300,84 | Rusko (RUS) (Igor Lukašin, Alexandr Varlamov)                                           | 272,40  | Francie (FRA) (Frédéric Pierre, Gilles Emptoz-Lacôte)      | 252,12 |
| ME 1999 | Německo (GER) (Jan Hempel, Heiko Meyer)                   | 320,46 | Rusko (RUS) (Igor Lukašin, Vladimir Timošinin)                                          | 318,39  | Spojené království (GBR) (Leon Taylor, Peter Waterfield)   | 295,44 |
| ME 2000 | Rusko (RUS) (Igor Lukašin, Dmitrij Sautin)                | 323,46 | Ukrajina (UKR) (Oleksandr Skrypnyk, Roman Volodkov)                                     | 292,74  | Spojené království (GBR) (Leon Taylor, Peter Waterfield)   | 280,20 |
| ME 2002 | Ukrajina (UKR) (Anton Zacharov, Roman Volodkov)           | 340,20 | Maďarsko (HUN) (Imre Lengyel, András Hajnal)                                            | 315,06  | Bělorusko (BLR) (Alexandr Varlamov, Andrej Mamontov)       | 300,36 |
| ME 2004 | Ukrajina (UKR) (Anton Zacharov, Roman Volodkov)           | 354,72 | Německo (GER) (Tony Adam, Heiko Meyer) Rusko (RUS) (Oleg Vikulov, Konstantin Chanbekov) | 345,78  | —                                                          | —      |
| ME 2006 | Rusko (RUS) (Dmitrij Dobroskok, Gleb Galperin)            | 469,38 | Německo (GER) (Sascha Klein, Heiko Meyer)                                               | 447,96  | Itálie (ITA) (Michele Benedetti, Francesco Dell'Uomo)      | 435,12 |
| ME 2008 | Německo (GER) (Patrick Hausding, Sascha Klein)            | 453,24 | Bělorusko (BLR) (Vadim Kaptur, Alexandr Varlamov)                                       | 427,35  | Rusko (RUS) (Konstantin Chanbekov, Oleg Vikulov)           | 426,24 |
| ME 2009 | Německo (GER) (Sascha Klein, Patrick Hausding)            | 474,06 | Rusko (RUS) (Oleg Vikulov, Alexej Kravčenko)                                            | 440,52  | Ukrajina (UKR) (Alexandr Bondar, Oleksandr Horškovozov)    | 406,23 |
| ME 2010 | Německo (GER) (Patrick Hausding, Sascha Klein)            | 478,11 | Rusko (RUS) (Ilja Zacharov, Viktor Minibajev)                                           | 466,95  | Bělorusko (BLR) (Timofej Gordějčik, Vadim Kaptur)          | 426,03 |
| ME 2011 | Německo (GER) (Sascha Klein, Patrick Hausding)            | 467,16 | Ukrajina (UKR) (Alexandr Bondar, Oleksandr Horškovozov)                                 | 458,34  | Rusko (RUS) (Viktor Minibajev, Ilja Zacharov)              | 441,15 |
| ME 2012 | Německo (GER) (Sascha Klein, Patrick Hausding)            | 463,08 | Rusko (RUS) (Ilja Zacharov, Viktor Minibajev)                                           | 458,07  | Ukrajina (UKR) (Alexandr Bondar, Oleksandr Horškovozov)    | 437,79 |
| ME 2013 | Německo (GER) (Patrick Hausding, Sascha Klein)            | 463,20 | Rusko (RUS) (Viktor Minibajev, Arťom Česakov)                                           | 458,76  | Ukrajina (UKR) (Oleksandr Horškovozov, Dmytro Meženskyj)   | 436,86 |
| ME 2014 | Německo (GER) (Patrick Hausding, Sascha Klein)            | 461,46 | Bělorusko (BLR) (Vadim Kaptur, Jevgenij Koroljov)                                       | 421,80  | Ukrajina (UKR) (Alexandr Bondar, Maksym Dolhov)            | 415,17 |
| ME 2015 | Německo (GER) (Patrick Hausding, Sascha Klein)            | 458,10 | Rusko (RUS) (Roman Izmailov, Viktor Minibajev)                                          | 435,84  | Ukrajina (UKR) (Maksym Dolhov, Oleksandr Horškovozov)      | 430,26 |
| ME 2016 | Německo (GER) (Sascha Klein, Patrick Hausding)            | 445,26 | Spojené království (GBR) (Thomas Daley, Daniel Goodfellow)                              | 444,30  | Ukrajina (UKR) (Oleksandr Horškovozov, Maksym Dolhov)      | 429,75 |
| ME 2017 | Ukrajina (UKR) (Maksym Dolhov, Oleksandr Horškovozov)     | 431,28 | Rusko (RUS) (Nikita Schleicher, Alexandr Beljovcev)                                     | 406,56  | Spojené království (GBR) (Noah Williams, Matthew Dixon)    | 388,05 |
| ME 2018 | Rusko (RUS) (Alexandr Bondar, Viktor Minibajev)           | 423,12 | Spojené království (GBR) (Matthew Dixon, Noah Williams)                                 | 399,90  | Arménie (ARM) (Vladimir Arutjunjan, Lev Sarkisjan)         | 396,84 |
| ME 2019 | Rusko (RUS) (Alexandr Beljovcev, Nikita Schleicher)       | 417,30 | Ukrajina (UKR) (Oleh Serbin, Oleksij Sereda)                                            | 413,16  | Spojené království (GBR) (Matthew Dixon, Noah Williams)    | 412,56 |
| ME 2020 | Spojené království (GBR) (Thomas Daley, Matthew Lee)      | 477,57 | Rusko (RUS) (Alexandr Bondar, Viktor Minibajev)                                         | 471,96  | Německo (GER) (Timo Barthel, Patrick Hausding)             | 424,32 |
| ME 2022 | Spojené království (GBR) (Benjamin Cutmore, Kyle Kothari) | 390,48 | Ukrajina (UKR) (Kirill Boljuch, Oleksij Sereda)                                         | 388,02  | Německo (GER) (Timo Barthel, Jaden Eikermann)              | 369,30 |
| ME 2023 | Ukrajina (UKR) (Kirill Boljuch, Oleksij Sereda)           | 398,70 | Itálie (ITA) (Riccardo Giovannini, Eduard Timbretti-Gugiu)                              | 388,83  | Spojené království (GBR) (Benjamin Cutmore, Matthew Dixon) | 372,69 |

## Synchronizované skoky – 3 m prkno (mix)
| Rok     | Zlato                                                    | Zlato  | Stříbro                                                  | Stříbro | Bronz                                                      | Bronz  |
| ------- | -------------------------------------------------------- | ------ | -------------------------------------------------------- | ------- | ---------------------------------------------------------- | ------ |
| ME 2016 | Spojené království (GBR) (Grace Reidová, Thomas Daley)   | 321,06 | Itálie (ITA) (Tania Cagnottová, Maicol Verzotto)         | 308,70  | Rusko (RUS) (Naděžda Bažinová, Nikita Schleicher)          | 305,28 |
| ME 2017 | Itálie (ITA) (Elena Bertocchiová, Maicol Verzotto)       | 287,88 | Ukrajina (UKR) (Viktorija Kesarová, Stanislav Oliferčyk) | 282,96  | Německo (GER) (Tina Punzelová, Lou Massenberg)             | 281,40 |
| ME 2018 | Německo (GER) (Tina Punzelová, Lou Massenberg)           | 313,50 | Spojené království (GBR) (Grace Reidová, Ross Haslam)    | 308,67  | Ukrajina (UKR) (Viktorija Kesarová, Stanislav Oliferčyk)   | 291,81 |
| ME 2019 | Ukrajina (UKR) (Viktorija Kesarová, Stanislav Oliferčyk) | 297,69 | Německo (GER) (Tina Punzelová, Lou Massenberg)           | 294,09  | Švýcarsko (SUI) (Michelle Heimbergová, Jonathan Suckow)    | 282,00 |
| ME 2020 | Itálie (ITA) (Chiara Pellacaniová, Matteo Santoro)       | 300,69 | Německo (GER) (Tina Punzelová, Lou Massenberg)           | 294,27  | Rusko (RUS) (Vitalija Koroljovová, Ilja Molčanov)          | 289,50 |
| ME 2022 | Německo (GER) (Tina Punzelová, Lou Massenberg)           | 294,69 | Spojené království (GBR) (Grace Reidová, James Heatly)   | 290,76  | Itálie (ITA) (Chiara Pellacaniová, Matteo Santoro)         | 283,56 |
| ME 2023 | Itálie (ITA) (Chiara Pellacaniová, Matteo Santoro)       | 291,39 | Spojené království (GBR) (Grace Reidová, James Heatly)   | 283,89  | Švédsko (SWE) (Emilia Nilssonová-Garipová, Elias Petersen) | 282,60 |

## Synchronizované skoky – 10 m věž (mix)
| Rok     | Zlato                                                    | Zlato  | Stříbro                                                                   | Stříbro | Bronz                                                              | Bronz  |
| ------- | -------------------------------------------------------- | ------ | ------------------------------------------------------------------------- | ------- | ------------------------------------------------------------------ | ------ |
| ME 2016 | Ukrajina (UKR) (Julija Prokopčuková, Maksym Dolhov)      | 323,70 | Spojené království (GBR) (Georgia Wardová, Matthew Lee)                   | 318,24  | Rusko (RUS) (Julija Timošininová, Nikita Schleicher)               | 307,68 |
| ME 2017 | Spojené království (GBR) (Lois Toulsonová, Matthew Lee)  | 308,16 | Rusko (RUS) (Julija Timošininová, Viktor Minibajev)                       | 300,30  | Itálie (ITA) (Noemi Batkiová, Maicol Verzotto)                     | 299,58 |
| ME 2018 | Rusko (RUS) (Julija Timošininová, Nikita Schleicher)     | 309,63 | Spojené království (GBR) (Lois Toulsonová, Matthew Lee)                   | 307,80  | Německo (GER) (Christina Wassenová, Florian Fandler)               | 278,64 |
| ME 2019 | Rusko (RUS) (Jekatěrina Beljajevová, Viktor Minibajev)   | 320,70 | Spojené království (GBR) (Eden Chengová, Noah Williams)                   | 303,60  | Německo (GER) (Christina Wassenová, Florian Fandler)               | 287,76 |
| ME 2020 | Ukrajina (UKR) (Ksenija Bajlová, Oleksij Sereda)         | 325,68 | Spojené království (GBR) (Andrea Spendoliniová-Sirieixová, Noah Williams) | 307,32  | Rusko (RUS) (Jekatěrina Beljajevová, Viktor Minibajev)             | 302,58 |
| ME 2022 | Spojené království (GBR) (Lois Toulsonová, Kyle Kothari) | 300,78 | Ukrajina (UKR) (Sofija Lyskunová, Oleksij Sereda)                         | 298,59  | Itálie (ITA) (Sarah Jodoinová Di Mariaová, Eduard Timbretti-Gugiu) | 290,28 |
| ME 2023 | Ukrajina (UKR) (Ksenija Bajlová, Kirill Boljuch)         | 322,68 | Německo (GER) (Elena Wassenová, Alexander Lube)                           | 306,12  | Itálie (ITA) (Sarah Jodoinová Di Mariaová, Eduard Timbretti-Gugiu) | 283,14 |

## Tým (mix)
| Rok     | Zlato | Zlato  | Stříbro | Stříbro | Bronz                                                                                                  | Bronz  |
| ------- | --- | ------ | --- | ------- | --- | ------ |
| ME 2011 | Rusko (RUS) (Julija Koltunovová, Ilya Zacharov)                                                                 | 411,00 | Francie (FRA) (Audrey Labeauová, Matthieu Rosset)                                                            | 408,60  | Ukrajina (UKR) (Olena Fedorovová, Oleksandr Horškovozov)                                               | 358,40 |
| ME 2013 | Ukrajina (UKR) (Julija Prokopčuková, Alexandr Bondar)                                                           | 413,20 | Německo (GER) (Tina Punzelová, Sascha Klein)                                                                 | 384,00  | Rusko (RUS) (Julija Koltunovová, Jevgenij Kuzněcov)                                                    | 348,10 |
| ME 2015 | Rusko (RUS) (Naděžda Bažinová, Viktor Minibajev)                                                                | 406,50 | Německo (GER) (Maria Kurjová, Patrick Hausding)                                                              | 399,15  | Ukrajina (UKR) (Julija Prokopčuková, Illja Kvaša)                                                      | 383,50 |
| ME 2016 | Rusko (RUS) (Naděžda Bažinová, Viktor Minibajev)                                                                | 413,30 | Ukrajina (UKR) (Julija Prokopčuková, Oleksandr Horškovozov)                                                  | 396,40  | Spojené království (GBR) (Georgia Wardová, Matthew Lee)                                                | 353,85 |
| ME 2017 | Francie (FRA) (Laura Marinová, Matthieu Rosset)                                                                 | 372,40 | Ukrajina (UKR) (Viktorija Kesarová, Oleksandr Horškovozov)                                                   | 366,55  | Rusko (RUS) (Naděžda Bažinová, Viktor Minibajev)                                                       | 366,10 |
| ME 2018 | Ukrajina (UKR) (Sofija Lyskunová, Oleh Kolodij)                                                                 | 355,90 | Německo (GER) (Maria Kurjová, Lou Massenberg)                                                                | 352,60  | Rusko (RUS) (Julija Timošininová, Jevgenij Kuzněcov)                                                   | 349,55 |
| ME 2019 | Německo (GER) (Tina Punzelová, Christina Wassenová, Lou Massenberg, Patrick Hausding)                           | 405,50 | Rusko (RUS) (Jekatěrina Beljajevová, Vitalija Koroljovová, Viktor Minibajev, Ilja Molčanov)                  | 401,05  | Spojené království (GBR) (Katherine Torranceová, Eden Chengová, Anthony Harding, Noah Williams)        | 392,00 |
| ME 2020 | Rusko (RUS) (Kristina Ilinychová, Jevgenij Kuzněcov, Jekatěrina Beljajevová, Viktor Minibajev)                  | 431,80 | Itálie (ITA) (Chiara Pellacaniová, Andreas Sargent-Larsen, Sarah Jodoinová Di Mariaová, Riccardo Giovannini) | 428,00  | Německo (GER) (Tina Punzelová, Patrick Hausding, Christina Wassenová, Lou Massenberg)                  | 421,00 |
| ME 2022 | Itálie (ITA) (Chiara Pellacaniová, Andreas Sargent-Larsen, Sarah Jodoinová Di Mariaová, Eduard Timbretti-Gugiu) | 402,55 | Ukrajina (UKR) (Viktorija Kesarová, Danylo Konovalov, Ksenija Bajlová, Kirill Boljuch)                       | 399,05  | Spojené království (GBR) (Grace Reidová, James Heatly, Andrea Spendoliniová-Sirieixová, Noah Williams) | 384,70 |
| ME 2023 | Ukrajina (UKR) (Ksenija Bajlová, Anna Pysmenská, Danylo Konovalov, Oleksij Sereda)                              | 438,30 | Itálie (ITA) (Sarah Jodoinová Di Mariaová, Chiara Pellacaniová, Lorenzo Marsaglia, Eduard Timbretti-Gugiu)   | 398,25  | Španělsko (ESP) (Valeria Antolinová, Rocio Velázquezová, Alberto Arévalo, Carlos Camacho)              | 381,45 |